# Пульхайм
Пульхайм (нем. Pulheim) — город в Германии, в земле Северный Рейн-Вестфалия.
Подчинён административному округу Кёльн. Входит в состав района Рейн-Эрфт. Население составляет 53 769 человек (на 31 декабря 2010 года). Занимает площадь 72,14 км². Официальный код — 05 3 62 036.
Город подразделяется на 12 городских районов.

## Известные уроженцы
- Кристина Стоммельнская (1242—1312) — немецкий мистик, стигматик, безгинка, блаженная католической церкви.
- Флориан Вирц — немецкий футболист.

## Фотографии

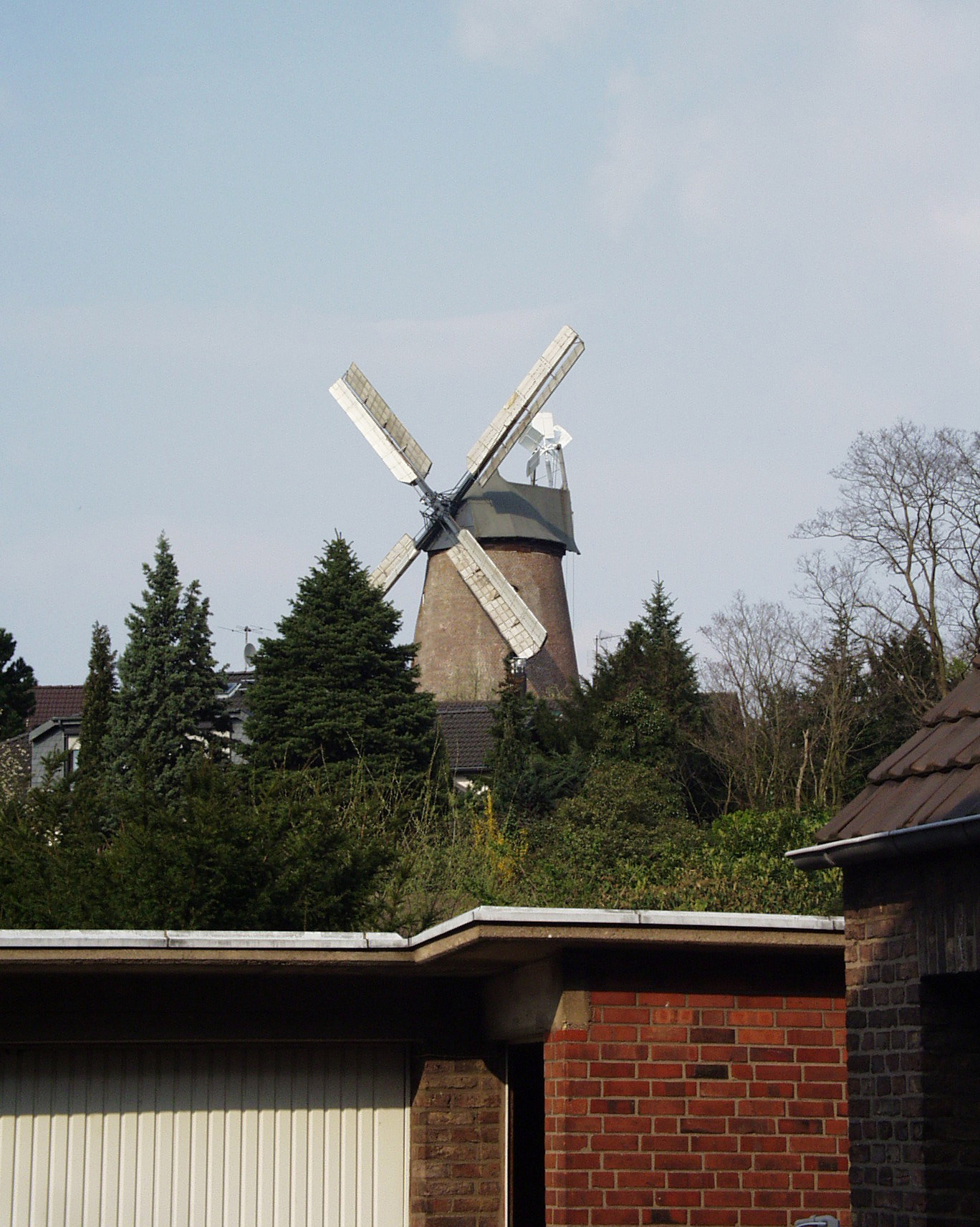
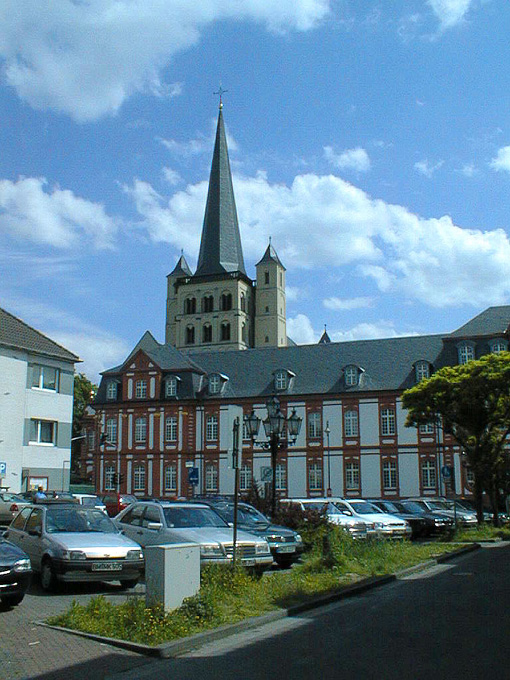
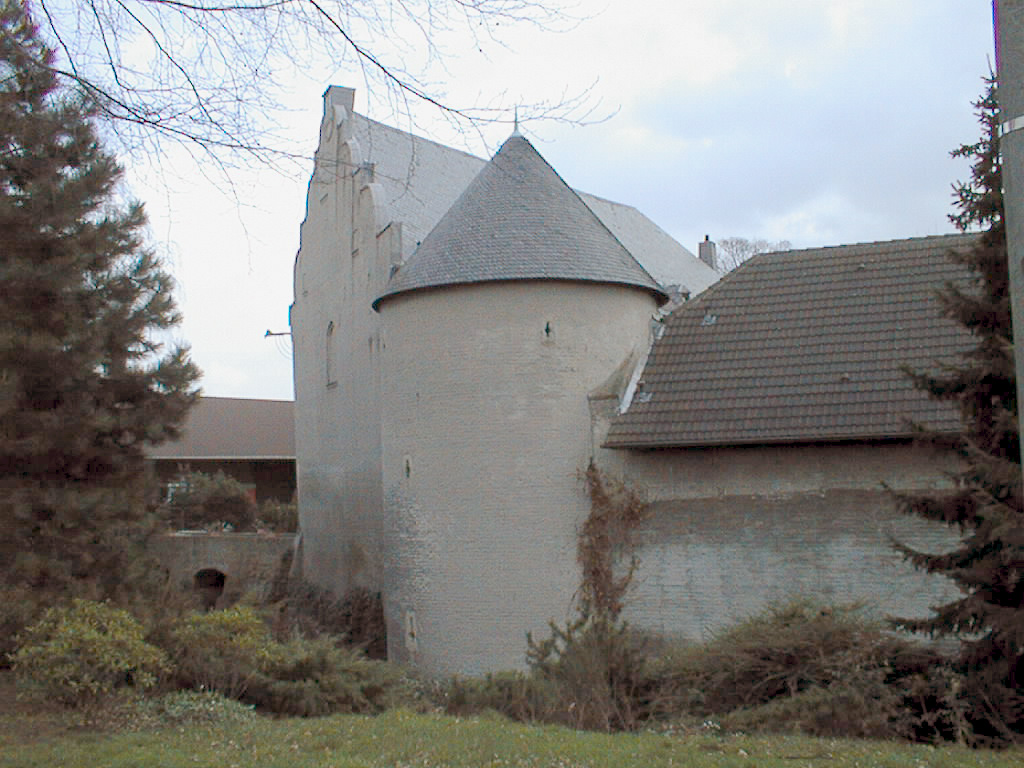
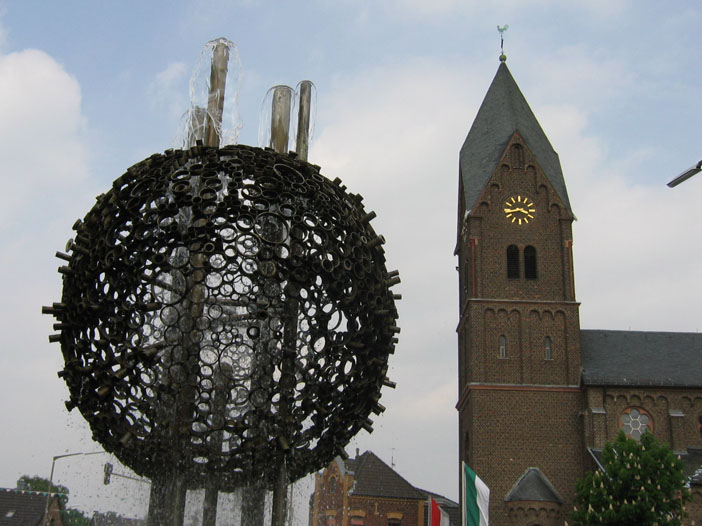